# 逸周書
『逸周書』（いつしゅうしょ）は、主に周の王の言行や制度などを記した書籍。作者や作られた時代は不明である。

## 名称
本来の名称は『周書』であるが、『書経』のうち周代の部分を意味する「周書」や、北周の歴史書である『周書』と区別するために、『逸周書』と呼ぶ。『汲冢周書』とも呼ばれる。どちらの名前もあまり適当なものとは言えないが、便宜的に現在も使われている。

## 成立
『逸周書』がいつ誰によって編纂されたかは明らかでない。
『漢書』芸文志に『周書』71篇が見える。蔡邕の『明堂月令論』でも『周書』は71篇とし、その第53篇を「月令」とする。現行本の『逸周書』の第53篇も月令解になっているが、題のみで内容がない。
『漢書』芸文志の顔師古注は劉向を引いて、孔子が『春秋』を編纂するときに除いた余りだとするが、現行の『逸周書』はあまり『春秋』に似ていない。
『隋書』経籍志はこの書を西晋の時代に戦国時代の墓から発掘された竹簡に由来する汲冢書として扱っている。しかし、『晋書』束晳伝に記されている汲冢書の一覧に『逸周書』らしき文献は見えないため、これは誤りであろうという（ただし束晳伝にある『雑書』十九篇のうちに『周書』が見える）。
『春秋左氏伝』文公2年に『周志』からの引用があり、これは現行の『逸周書』大匡解第三十七にも見える。また、襄公11年に『書』の引用として「安きに居りて危うきを思う」というが、これが『逸周書』程典解の「安きに於て危うきを思う」とほぼ一致し、襄公25年の『書』の引用も常訓解に見える。したがって『逸周書』（またはその原形）は『春秋左氏伝』より古く存在していたと考えられる。

## 構成
現行本の『逸周書』は70篇からなるが、そのうち11篇は題のみで内容がない。それ以外の篇も欠字が多い。晋の孔晁の注がつけられているが、すべての篇に注がついているわけではない。
内容は周の文王から景王（太子晋解）にいたる記事のほか、雑多な内容を記している。武称解などは兵家の書のようであり、時訓解では七十二候を羅列し、諡法解では諡とその意味を羅列するなど、歴史書と考えるのは難しい。
以下に篇名の一覧を掲げる。* がついているものは題名のみで内容がない。「大匡解」は2つある。
| 1-10  | 度訓解  | 命訓解  | 常訓解   | 文酌解   | 糴匡解  | 武称解  | 允文解   | 大武解   | 大明武解 | 小明武解 |
| 11-20 | 大匡解  | 程典解  | *程寤解  | *秦陰解  | *九政解 | *九開解 | *劉法解  | *文開解  | *保開解  | *八繁解  |
| 21-30 | 酆保解  | 大開解  | 小開解   | 文儆解   | 文伝解  | 柔武解  | 大開武解 | 小開武解 | 宝典解   | 酆謀解   |
| 31-40 | 寤儆解  | 武順解  | 武穆解   | 和寤解   | 武寤解  | 克殷解  | 大匡解   | 文政解   | 大聚解   | 世俘解   |
| 41-50 | *箕子解 | *耆徳解 | 商誓解   | 度邑解   | 武儆解  | 五権解  | 成開解   | 作雒解   | 皇門解   | 大戒解   |
| 51-60 | 周月解  | 時訓解  | *月令解  | 諡法解   | 明堂解  | 嘗麦解  | 本典解   | 官人解   | 王会解   | 祭公解   |
| 61-70 | 史記解  | 職方解  | 芮良夫解 | 太子晋解 | 王佩解  | 殷祝解  | 周祝解   | 武紀解   | 銓法解   | 器服解   |

## 出土文献との関係
『逸周書』の記述が青銅器の銘文との一致を示すことがある。
2008年に清華大学が入手した戦国時代の竹簡（清華簡）中に、『逸周書』の「皇門解」「命訓解」に似た内容の篇が発見されている。また、従来の『逸周書』では題しか知られていなかった「程寤解」も清華簡に含まれていた。